# Meßstetter Talbach
| Zuläufe und Bauwerke \| Meßstetter Talbach \| Meßstetter Talbach \| Meßstetter Talbach \| \| --------------------------- \| ------------------ \| ------------------ \| \| Legende \| \| \| \| \| \| \| \| \| \| Täle \| \| K7151 \| \| K7151 \| \| \| \| \| \| Triebwerkskanal Schemminger \| \| \| \| \| \| \| \| Eisenbahn \| \| Eisenbahn \| \| Lautlingen \| \| Lautlingen \| \| \| \| \| \| Ebinger Talbach \| \| \| \| \| \| \| \| \| \| \| \| \| \| \| \| Laufener Straße \| \| Laufener Straße \| \| \| \| \| \| \| \| \| \| \| \| \| \| Eyach \| \| \| |  |                 |
| Meßstetter Talbach |  |                 |
| Legende |  |                 |
| |  |                 |
| |  | Täle            |
| K7151 |  | K7151           |
| |  |                 |
| Triebwerkskanal Schemminger |  |                 |
| |  |                 |
| Eisenbahn |  | Eisenbahn       |
| Lautlingen |  | Lautlingen      |
| |  |                 |
| Ebinger Talbach |  |                 |
| |  |                 |
| |  |                 |
| |  |                 |
| Laufener Straße |  | Laufener Straße |
| |  |                 |
| |  |                 |
| |  |                 |
| Eyach |  |                 |

Der Meßstetter Talbach ist ein etwa 4 km langer,  südlicher und linker  Zufluss der Eyach im baden-württembergischen Zollernalbkreis.
Die Eyach hat insgesamt drei Zuflüsse des Namens Talbach, nacheinander sind dies der hier behandelte, von links in Lautlingen zumündende Meßstetter Talbach, der bei Engstlatt von rechts zufließende Talbach und schließlich der nahe bei Grosselfingen ebenfalls von rechts zumündende Talbach.

## Geographie

### Verlauf
Der Meßstetter Talbach entspringt an der Brunnenhalde nördlich von Meßstetten auf einer Höhe von 842,5 m ü. NHN.
Er fließt von dort nordwärts durch das Meßstetter Tal parallel zur Kreisstraße 7151 in Richtung des Albstädter Stadtteils Lautlingen, wo er am Nordrand der Ortschaft auf einer Höhe von 664,7 m ü. NHN von links in die Eyach mündet.
Der 4,1 km lange Lauf des Meßstetter Talbachs endet 178 Höhenmeter unterhalb seiner Quelle, er hat somit ein mittleres Sohlgefälle von etwa 43 ‰.

### Einzugsgebiet
Das Einzugsgebiet ist rund 13 km² groß und gehört naturräumlich gesehen zur Hohen Schwabenalb. Sein höchster Punkt liegt im Südwesten auf dem Weichenwang auf 988 m ü. NHN. Es grenzt im Osten und Südwesten an die Einzugsgebiete der Donauzuflüsse Schmeie und Bära, dazwischen ziehen im Südosten und Süden die langen, zumeist trockenen Talsysteme des Kohltals und des Reiftalgraben ebenfalls zur fernen Donau; dieser gesamte Abschnitt ist also Teil der Europäischen Hauptwasserscheide zwischen Rhein und Nordsee diesseits und Donau und Schwarzem Meer jenseits. Im Westen ziehen vergleichsweise kurze linke Zuflüsse wenig weiter abwärts des Talbachs ebenfalls zur Eyach.
Es stehen der Mittlere Oberjura und die Oxfordschichten des Oberjuras an.

### Zuflüsse
Der Ebinger Talbach ist der größte Nebenfluss des Meßstetter Talbachs, er fließt erst in Lautlingen einen halben Kilometer vor der Mündung von rechts und zuletzt Osten zu, entspringt im Gewann Stettbach auf Lautlinger Gemarkung und ist 1,7 km lang.
- Zwerenbach (links), 0,3 km
- Ebinger Talbach (rechts), 1,7 km

## Naturschutz und Schutzgebiete
Der Meßstetter Talbach entspringt im Naturpark Obere Donau und im Landschaftsschutzgebiet Großer Heuberg und fließt ab der Gemeindegrenze streckenweise durch das FFH-Gebiet Östlicher Großer Heuberg und das Landschaftsschutzgebiet Albstadt-Bitz.

### LUBW
Amtliche Online-Gewässerkarte mit passendem Ausschnitt und den hier benutzten Layern: Lauf und Einzugsgebiet des Meßstetter Talbachs

Allgemeiner Einstieg ohne Voreinstellungen und Layer: Daten- und Kartendienst der Landesanstalt für Umwelt Baden-Württemberg (LUBW) (Hinweise)
1. ↑  Höhe nach dem Höhenlinienbild auf dem Hintergrundlayer Topographische Karte.
2. ↑  Höhe nach grauer Beschriftung auf dem Hintergrundlayer Topographische Karte.
3. 1 2  Länge nach dem Layer Gewässernetz (AWGN).
4. ↑  Einzugsgebiet nach dem Layer Basiseinzugsgebiet (AWGN).
5. ↑  Höhe nach schwarzer Beschriftung auf dem Hintergrundlayer Topographische Karte.
6. ↑  Schutzgebiete nach den einschlägigen Layern, Natur teilweise nach dem Layer Biotop.

### Andere Belege
1. ↑  Abfluss-BW: Modellierte Abflusswerte an der Mündung
2. ↑  Friedrich Huttenlocher: Geographische Landesaufnahme: Die naturräumlichen Einheiten auf Blatt 178 Sigmaringen. Bundesanstalt für Landeskunde, Bad Godesberg 1959. → Online-Karte (PDF; 4,3 MB)
3. ↑  Geologie nach den Layern zu Geologische Karte 1:50.000 auf: Mapserver des Landesamtes für Geologie, Rohstoffe und Bergbau (LGRB) (Hinweise)